# تپه ژارآباد
تپه ژارآباد مربوط به دوران پیش از تاریخ ایران باستان - دوران‌های تاریخی پس از اسلام است و در شهرستان ارومیه، بخش سیلوانه، مرگود واقع شده و این اثر در تاریخ ۱ آذر ۱۳۴۴ با شمارهٔ ثبت ۴۸۴ به‌عنوان یکی از آثار ملی ایران به ثبت رسیده است.